# Brasted
Brasted – wieś w Anglii, w hrabstwie Kent, w dystrykcie Sevenoaks. Leży nad rzeką Darent, 30 km na zachód od miasta Maidstone i 31 km na południowy wschód od centrum Londynu.